# Федерация на асоциациите за международна търговия
Федерацията на асоциациите за международна търговия (Federation of International Trade Associations – FITA) беше създадена в 1984 година. Чрез своите сайтове: web fita.org и globaltrade.net тя предлага информация и услуги с цел да подпомогне развитието на международните търговски отношения.

## проучване на пазара
ФИТА подписа Public–private partnership с United States Commercial Service, със зависещия от US Department of Commerce, UK Trade & Investment и Hong kong TDC за на свободното публикуването на хиляди проучване на пазара.

## доставчик на услуги‏
Във ФИТА членуват 450 асоциации, които представляват повече от 450 000 специалисти, работещи като посредници в международния търговски обмен във: фирми за внос и износ на стоки и услуги, търговски транзит, митници, въздушни и морски компании, пристанищни власти, финансови фирми, експерти, места за сделки, сдружения, кабинети на адвокати, консултанти.